# 西陶森社區 (馬里蘭州)
西陶森社區（英語：West Towson）是美國馬里蘭州巴爾的摩縣陶森的一個社區。建立於1957年。
社區的邊界如下：
- 東方：波斯利大街（英語：Bosley Avenue）西側
- 南方：Chesapeake Avenue北側
- 西方：查爾斯街東側
- 北方：加帕路（英語：Joppa Road）的兩邊，至695號州際公路南側為止。